# 樋口明日嘉
樋口明日嘉（原名樋口明日香，1976年9月16日—），生於日本兵庫縣；1996年夏天於日本東京電視台「ASAYAN」第1屆廣告小姐，從4000名參與者中獲得冠軍；及後於1996年8月播出的「Big Echo」卡拉OK廣告演出。1997年2月發行「夢の扉」個人專集。
1998年3月移居香港並學習廣東話；因為“明日香”在廣東話的諧音意頭不好（「香」字在粵語俗語中可指代「死」，所以「明日香」三字在粵語中可以被解讀為明天就死），故電影公司為她取藝名為「明日嘉」（兩個名字日語同音），並開始參與拍攝電影、廣告和電視劇至2007年，之後在北京居住了5年，2012年返日；2004年6月27日上海舉行的成龍杯明星慈善賽車奪得季軍，2005年9月6日成龍杯獲亞軍（副駕為林志穎）。

## 演出列表

### 電影
- 《幻影特攻》（1999年2月）飾演：Lily
- 《玻璃樽》 （1999年）飾演：阿不同村女子
- 《戀戰沖繩》（2000年）
- 《買凶拍人》（2001年）
- 《絕世好Bra》（2001年）
- 《瘦身男女》（2001年7月）
- 《情迷半個月》（2002年）
- 《至尊三十六計 瞞天過海》（2002年）
- 《絕世好B》（2002年）
- 《雄心密令》
- 《綁錯義嫂著錯草》（2003年）
- 《情迷個半月》（2003年）
- 《嫁錯媽》
- 《一屋兩火》（2003年）
- 《新警察故事》（2004年）飾 家屬
- 《追擊八月十五》（2004年）
- 《精武家庭》 （2005年）
- 《上半心·下半身》（又名《談談情·說說性》）（2005年）
- 《情意拳拳》（2006年）
- 《寶貝計劃》（2006年）飾 機車騎士
- 《魔術男》（2007年） 飾 二手店顧客

### 電視劇
- 《我和殭屍有個約會II》 飾演盤古族 - 明日（2000年4月28日）
- 《我和殭屍有個約會III之永恆國度》 飾演嫦娥（2004年10）
- 香港電台「愛·火花」《危險處境》　飾BoBo（2006年2月）

### 電視綜藝節目
- 《智趣大本營 之 日文通一通》(2006年7月至10月)

## 外部連結
- 樋口明日嘉オフィシャルブログ「Asuka's blog」 （页面存档备份，存于）
- 樋口明日嘉的Instagram帳戶